# Radisson (Saskatchewan)
Radisson – miasto (town) w Kanadzie, w południowej części prowincji Saskatchewan. W 2006 roku miasto liczyło 421 mieszkańców. W sąsiedztwie miasta przebiega autostrada transkanadyjska.
Miasto nazwane zostało na cześć francuskiego trapera i inicjatora powstania Kompanii Zatoki Hudsona – Pierre'a-Esprit Radissona.